# Besta de Exmoor
A Besta de Exmoor é um grande felino que foi culpado pelas mortes de centenas de ovelhas ao longo das arborizadas colinas de Exmoor, Inglaterra, na década de 80. A estranha criatura também foi considerada responsável pela morte de 200 animais em uma fazenda no ano de 1987. Entre os ataques mais recentes, está uma ovelha achada em Agosto de 1995, a ovelha teve sua garganta arrancada e apresentava um rasgo na pele que ia das orelhas até os ombros.
Descrições da besta de Exmoor indicam que se trata de um grande felino, negro ou cinza escuro, que possui um longo rabo. John Milton informou que a besta teria olhos verdes, ao observar o animal que segundo ele, cruzou a frente de seu carro na estrada. O "felino" também ficou conhecido por saltar grandes cercas com mais de 6 pés de altura.
Investigadores da criatura estudaram todas as possíveis teorias, inclusive raposas e cachorros selvagens. O modo como as ovelhas e outros animais foram atacados sugerem que um grande felino foi o responsável. Felinos costumam atacar primeiramente o pescoço de suas vítimas, quebrando ou arrancando a garganta. Cães por outro lado, atacam de todos os ângulos inclusive as partes traseiras e pernas. Raposas seriam um predador improvável, pois elas são pequenas e não teriam força para derrubar um animal de grande porte. O problema com essa teoria é que não existe nenhum grande felino nativo de Exmoor, Inglaterra.
No entanto os que pesquisam a besta acreditam que esse seja um exemplo de micro-evolução. Os felinos (sendo eles mais de um) seriam o resultado do possível acasalamento entre um Puma e um Leopardo, criando-se assim uma nova espécie de predadores.
Considerando a adaptabilidade dos Pumas, essa nova espécie teria se ajustado em um novo ambiente sem muitos problemas, no caso Exmoor. O comportamento desses felinos porém, seria semelhante ao da Pantera, noturnos, morariam em florestas e seriam altamente reservados.